# Tokudaia tokunoshimensis
Tokudaia tokunoshimensis is een knaagdier uit het geslacht Tokudaia dat voorkomt op het eiland Tokunoshima in de Riukiu-eilanden in het zuiden van Japan. Van deze soort zijn drie exemplaren bekend. Net als zijn nauwe verwant T. osimensis en de woelmuis Ellobius lutescens heeft T. tokunoshimensis geen Y-chromosoom. Het is nog niet bekend hoe de verschillen tussen mannetjes en vrouwtjes genetisch worden bepaald in de Tokudaia-soorten.
T. tokunoshimensis is een middelgrote rat. De bovenkant is donkerbruin, de onderkant lichtgrijs of geelbruin. De vrij korte staart is van boven zwart en van onderen wit. Bij de punt is ook de onderkant zwart. De harde, donker gekleurde stekels zijn 15 tot 25 mm lang. De oren zijn groot. De kop-romplengte bedraagt 141 tot 170 mm, de staartlengte 117,5 mm, de achtervoetlengte 37 tot 38 mm en de oorlengte 33 tot 35 mm. Daarmee is T. tokunoshimensis een stuk groter dan de beide andere soorten van het geslacht Tokudaia. Het karyotype bedraagt 2n=45.